# Lighthouse (Lied)
Lighthouse ist ein Lied der kroatischen Sängerin Nina Kraljić. Sie hat mit dem Lied Kroatien beim Eurovision Song Contest 2016 repräsentiert, wo sie den 23. Platz erreichte.

## Hintergrund

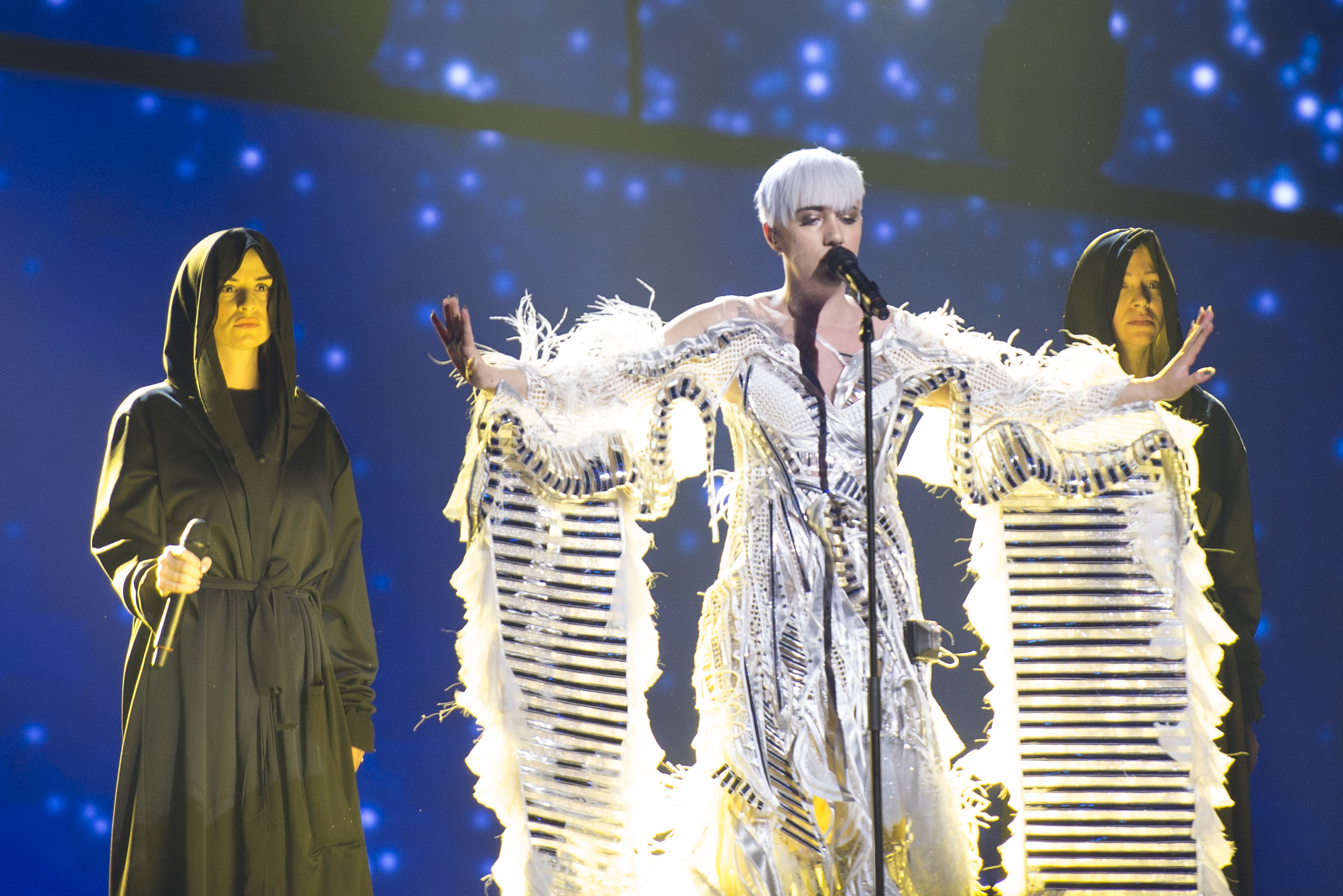
Nina Kraljić auf der Bühne des ESC

Am 24. Februar 2016 verkündete der kroatische Fernsehsender Hrvatska radiotelevizija (HRT), dass die Sängerin Nina Kraljić intern ausgewählt wurde, Kroatien beim 61. Eurovision Song Contest im schwedischen Stockholm zu vertreten. Ihr Lied Lighthouse wurde am 9. März 2016 veröffentlicht. Geschrieben wurde es von Andreas Grass und Nikola Paryla.

## Musikvideo
Das Lied wurde ursprünglich ohne Musikvideo veröffentlicht. Ein Vorschauvideo für das offizielle Musikvideo des Songs wurde am 21. März 2016 auf dem YouTube-Kanal des Eurovision Song Contests hochgeladen. In diesem wurden Szenen aus dem kroatischen Kurzfilm Hvar - Into the Storm gezeigt. Gedreht wurden sie von Mario Romulić und Dražen Stojčić. Das Video zeigt größtenteils Gewitter, Wolken und die Flora und Fauna der Insel Hvar in Zeitlupe und im Zeitraffer. Das offizielle Musikvideo wurde am 7. April 2016 veröffentlicht.

## Beim Eurovision Song Contes
Kroatien trat am 10. Mai 2016 im ersten Halbfinale an und qualifizierte sich mit Lighthouse für das am 14. Mai 2016 stattgefundene Finale.

## Chartplatzierungen
| ChartsChartplatzierungen | Höchstplatzierung | Wochen |
| ------------------------ | ----------------- | ------ |
| Kroatien (HDU)           | 4 (12 Wo.)        | 12     |

## Plagiatsvorwürfe
Nach Veröffentlichung des Liedes gab es Vorwürfe, dass Lighthouse ein Plagiat des Liedes Uncover von Zara Larsson sei. Der kroatische Fernsehsender HRT ermittelte deswegen, bestätigte am 30. März 2016 jedoch, dass es sich bei dem Lied nicht um ein Plagiat handelt.